# Neoneura maria
Neoneura maria – gatunek ważki z rodziny łątkowatych (Coenagrionidae). Występuje na terenie Karaibów.